# Israël Belkind
Israël Belkind (ישראל בלקינד), né en 1861 et mort en 1929, est un éducateur, un écrivain et l'un des fondateurs du mouvement Bilou.

## Biographie
Israël Belkind naît en Russie en 1861. Il émigre en Palestine le 6 juillet 1882, à la tête d'un groupe de Bilouïm. Belkind travaille un premier temps à Rishon LeZion, puis passe à Guedera. Il dirige également le mouvement de protestation du Yishouv à l'encontre des représentants du baron Edmond de Rothschild. 

### Le fondateur de la première école hébraïque
En 1889, il crée une école où l'enseignement est promulgué en hébreu et rédige en parallèle un livre pédagogique dans cette même langue. Israël Belkind fonde l'institut Shafia près de Zihron Yaakov, institut pédagogique d'agriculture destiné aux enfants rescapés du pogrom de Kichinev. 
C'est lui qui formule la version finale de l'hymne israélien Hatikvah.
À l'issue de la Première Guerre mondiale, il contribue à l'émigration en Palestine d'orphelins rescapés des pogroms d'Ukraine.

### Vision de la question arabe en Palestine
À la fin de sa vie, il publie Les Arabes en Eretz Israël, livre dans lequel il avance l'idée d'une dispersion des Juifs après la destruction du temple par Titus est une "erreur historique" :
« Les historiens de notre temps ont l'habitude de raconter qu'après la destruction du Temple par Titus les Juifs se dispersèrent dans tous les pays de l'univers et cessèrent de vivre dans leur pays. Mais là, nous nous heurtons à une erreur historique qu'il est nécessaire d'écarter pour rétablir la situation exacte des faits. »
Selon lui, « les travailleurs de la terre restèrent attachés à leur terroir » et donc les colons sionistes qui s'installent en Terre d'Israël doivent s'attendre à rencontrer en Palestine « une bonne partie des fils de notre peuple [...] une partie intégrale de nous-même et la chair de notre chair » : les descendants des Juifs, convertis à l'Islam après la conquête. Il propose donc d'ouvrir les écoles hébraïques aux musulmans et de leur enseigner à la fois, l'arabe, l'hébreu et la culture universelle.
Israël Belkind meurt en 1929 à Berlin, et en 1930 son corps est transféré en Terre d'Israël dans le cimetière de Rishon LeZion.